# McCormick Company
McCormick & Company es una compañía de alimentos estadounidense que fabrica, comercializa y distribuye especias, mezclas de condimentos, condimentos y otros productos aromatizantes para los mercados industriales, de restaurantes, institucionales y domésticos. Desde 2018 tiene su sede central en Maryland.

## Historia
Willoughby M. McCormick (1864–1932) comenzó el negocio en Baltimore a los 25 años en 1889. Desde una habitación y una bodega, los productos iniciales se vendían de puerta en puerta e incluían cerveza de raíz, extractos aromatizantes, jarabes de frutas y jugos. Siete años después, McCormick compró el F.G. Emmett Spice Company y entró en la industria de las especias. En 1903, Willoughby y su hermano Roberdeau incorporaron la compañía en Maine; se reincorporó en Maryland en 1915. El sobrino de Willoughby, Charles Perry McCormick (1896–1970), comenzó a trabajar para la compañía en el verano de 1912.

## Sede
En 1970, McCormick trasladó sus oficinas corporativas y de fabricación del puerto interior de Baltimore a los suburbios de Sparks, en Maryland. En octubre de 2018 se trasladaron al cercano Hunt Valley.